# Gösta Rönnman
Gustaf (Gösta) Adolf Rönnman, född 5 juli 1872 i Sibbo, död 4 februari 1941 i Helsingfors, var en finländsk idrottsledare. 
Rönnman var gymnastiklärare vid olika läroanstalter i Helsingfors, främst vid Svenska normallyceum 1910–1939. Han var överledare för Svenskfinlands ledande gymnastikförening, Helsingfors Gymnastikklubb (HGK), 1909–1936 samt stiftare av och ledare för Sörnäs Gymnastikklubb 1899–1902. Han stiftade även Gymnastikföreningen Pelikanen 1907 och Sörnäs kvinnliga gymnastikförening, som han ledde i tre år. Han var även assistent och ledarassistent vid Helsingfors universitets sjukgymnastikinrättning 1897–1918 och föreståndare för Hangö badanstalts sjukgymnastikavdelning 1897–1920. Han var en erkänd auktoritet inom den finlandssvenska gymnastiken.